# Liste der Internationalen Meister (Verleihung 1974)

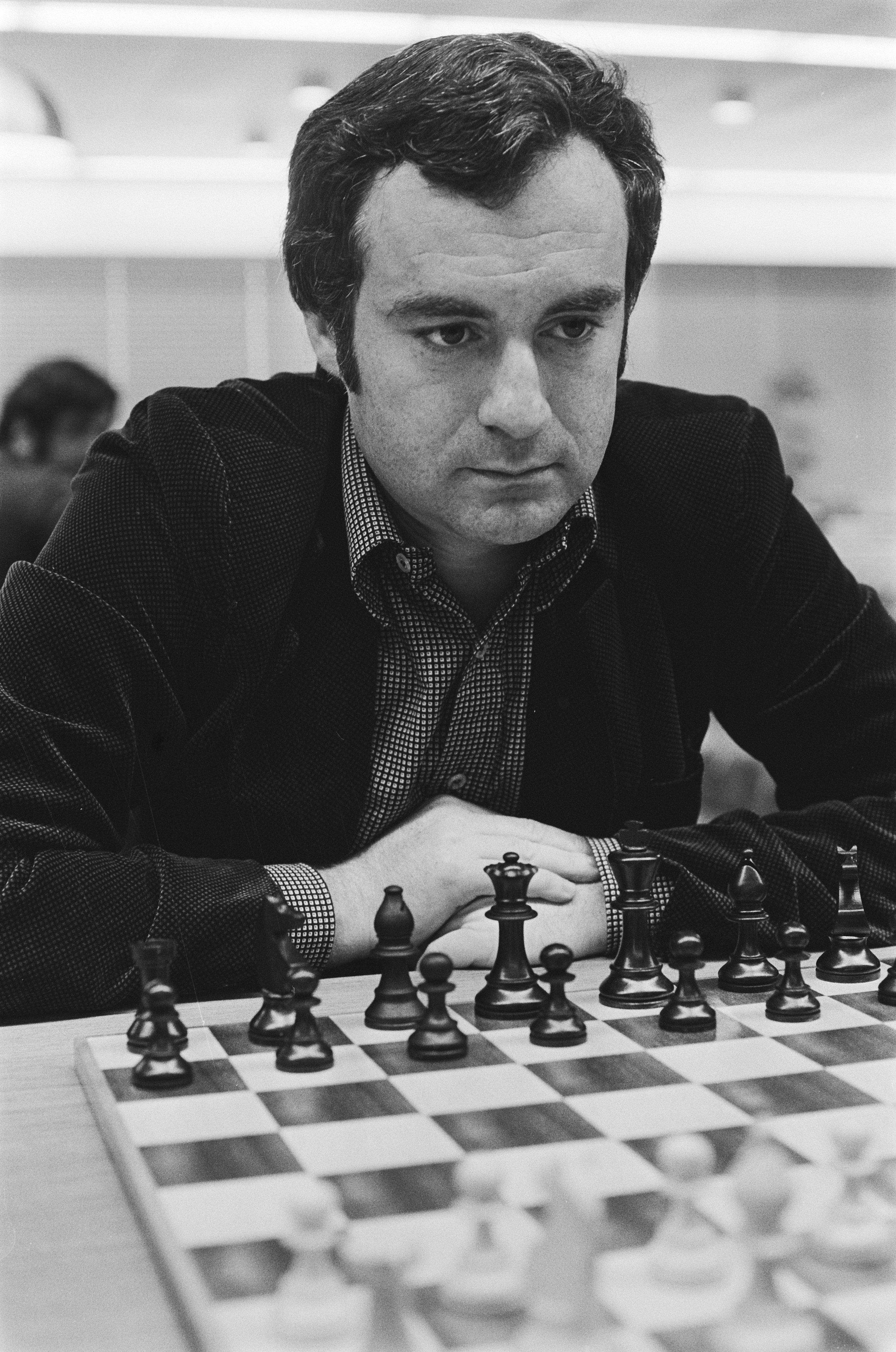
Gennadi Sosonko wurde nur ein Jahr, nachdem er eine Elo-Zahl erreichte, zum Internationalen Meister ernannt.

Die Liste der Internationalen Meister des Jahres 1974 führt alle Schachspieler auf, die im Jahr 1974 vom Weltschachbund FIDE den Titel Internationaler Meister erhalten haben.
Im Dezember 2022 sind noch elf der damals 19 geehrten Spieler am Leben. 16 der 19 Spieler erreichten später den Großmeistertitel.

## Legende
Die Tabelle enthält folgende Angaben:
- Name: Nennt den Namen des Spielers.
- Land: Nennt das Land, für das der Spieler 1974 spielberechtigt war.
- Lebensdaten: Nennt das Geburtsjahr und gegebenenfalls das Sterbejahr des Spielers.
- GM: Gibt für Spieler, die später zum Großmeister ernannt wurden, das Jahr der Verleihung an.
- weitere Verbände: Gibt für Spieler, die früher oder später für mindestens einen anderen Verband spielberechtigt waren, diese Verbände mit den Zeiträumen der Spielberechtigung (sofern bekannt) an. Wechsel zu einem Nachfolgestaat sind berücksichtigt, sofern der Spieler zu diesem Zeitpunkt noch schachlich aktiv war.

## Liste
| Name                      | Land               | Lebensdaten | GM   | weitere Verbände                                        |
| ------------------------- | ------------------ | ----------- | ---- | ------------------------------------------------------- |
| Ridha Belkadi             | Tunesien           | 1925–2012   |      |                                                         |
| Juan Manuel Bellón López  | Spanien            | 1950        | 1978 | Schweden (seit 2017)                                    |
| Ivan Buljovcić            | Jugoslawien        | 1936–2004   |      |                                                         |
| Ewgeni Ermenkow           | Bulgarien          | 1949        | 1976 | Palästina (2003–2010)                                   |
| Iván Faragó               | Ungarn             | 1946–2022   | 1976 |                                                         |
| Guillermo García González | Kuba               | 1953–1990   | 1976 |                                                         |
| Krunoslav Hulak           | Jugoslawien        | 1951–2015   | 1976 | Kroatien (ab 1992)                                      |
| Milorad Knežević          | Jugoslawien        | 1936–2005   | 1976 |                                                         |
| Jiří Lechtýnský           | Tschechoslowakei   | 1947        | 1982 | Tschechien (seit 1993)                                  |
| Sergei Makarytschew       | Sowjetunion        | 1953        | 1976 | Russland (seit 1992)                                    |
| Edmar Mednis              | Vereinigte Staaten | 1937–2002   | 1980 |                                                         |
| Tony Miles                | England            | 1955–2001   | 1976 | Vereinigte Staaten (1988–1991)                          |
| Leif Øgaard               | Norwegen           | 1952        | 2007 |                                                         |
| Dušan Rajković            | Jugoslawien        | 1942        | 1977 | Serbien und Montenegro (2003–2006), Serbien (seit 2006) |
| Kenneth S. Rogoff         | Vereinigte Staaten | 1953        | 1978 |                                                         |
| Andrew Soltis             | Vereinigte Staaten | 1947        | 1980 |                                                         |
| Gennadi Sosonko           | Niederlande        | 1943        | 1976 |                                                         |
| James Tarjan              | Vereinigte Staaten | 1952        | 1976 |                                                         |
| Bela Toth                 | Italien            | 1943        |      | Ungarn (bis 1973)                                       |